# Saint-Victor-Montvianeix
Pour les articles homonymes, voir Saint-Victor.
Saint-Victor-Montvianeix (prononcé [sɛ̃ viktɔʁ mɔ̃vjanɛ] ) est une commune française située dans le département du Puy-de-Dôme, en région Auvergne-Rhône-Alpes, près de Thiers.

## Géographie

### Lieux-dits et écarts
- Bancherel
- Bois Blanchet
- le Bost
- la Boutière
- le Gas
- les Trois Cerisiers ou le Buisson
- le Châtaigner
- Chochat
- Champfigne
- la Chaumette
- Chez Rigaud
- Chossière
- la Croix Vieille
- les Curins ou les Ecurins (domaine)
- Dassaud
- Duzelier
- les Estivaux
- l'Étang
- Fagot
- Fagot Marnat
- Ferrand
- la Gerbaudie
- Gourdolle (domaine)
- la Grande Goutte
- Goutte (domaine)
- Grateloup
- l'Anglade
- le Lac
- Laricot (autrefois La Ricole)
- la Loubière
- le Mas
- Mazellier
- Moulin de la Molière
- Monat
- Montvianeix
- Moulin d'Arthur
- Philibin
- Pitelet
- la Plantade
- Pont de la Boutiere
- le Pont Ligonnet
- Randier
- Reviron
- Chez Rigaud
- les Robinots
- Roddier
- Moulin Roddier
- les Roux
- Saint Victor
- Sarray
- Toinon
- Tournaire
- la Trappe
- le Thuel
- la Vachie
- la Vernelle
- la Virade
- les Bouches (autrefois Le Bouchon ou Le Boschon).
- les Grives (domaine)

### Communes limitrophes
Le territoire de la commune est limitrophe avec 8 communes, dont 2 avec le département limitrophe de l'Allier.
| Châteldon     | Lachaux ; La Guillermie (Allier) | Lavoine (Allier) |
| Puy-Guillaume | Saint-Victor-Montvianeix         |                  |
| Paslières     | Saint-Rémy-sur-Durolle           | Palladuc         |

### Climat
Pour des articles plus généraux, voir Climat d'Auvergne-Rhône-Alpes et Climat du Puy-de-Dôme.
En 2010, le climat de la commune est de type climat des marges montargnardes, selon une étude du Centre national de la recherche scientifique s'appuyant sur une série de données couvrant la période 1971-2000. En 2020, Météo-France publie une typologie des climats de la France métropolitaine dans laquelle la commune est exposée à un climat de montagne ou de marges de montagne et est dans la région climatique  Nord-est du Massif Central, caractérisée par une pluviométrie annuelle de 800 à 1 200 mm, bien répartie dans l’année. 
Pour la période 1971-2000, la température annuelle moyenne est de 9,8 °C, avec une amplitude thermique annuelle de 15,8 °C. Le cumul annuel moyen de précipitations est de 1 067 mm, avec 11,6 jours de précipitations en janvier et 8,4 jours en juillet. Pour la période 1991-2020, la température moyenne annuelle observée sur la station météorologique de Météo-France la plus proche, « Mayet-de-Montagne », sur la commune du Mayet-de-Montagne à 15 km à vol d'oiseau, est de 10,9 °C et le cumul annuel moyen de précipitations est de 979,2 mm,. Pour l'avenir, les paramètres climatiques de la commune estimés pour 2050 selon différents scénarios d'émission de gaz à effet de serre sont consultables sur un site dédié publié par Météo-France en novembre 2022.

## Urbanisme

### Typologie
Au 1er janvier 2024, Saint-Victor-Montvianeix est catégorisée commune rurale à habitat très dispersé, selon la nouvelle grille communale de densité à sept niveaux définie par l'Insee en 2022.
Elle est située hors unité urbaine. Par ailleurs la commune fait partie de l'aire d'attraction de Thiers, dont elle est une commune de la couronne,. Cette aire, qui regroupe 19 communes, est catégorisée dans les aires de moins de 50 000 habitants,.

### Occupation des sols
L'occupation des sols de la commune, telle qu'elle ressort de la base de données européenne d’occupation biophysique des sols Corine Land Cover (CLC), est marquée par l'importance des forêts et milieux semi-naturels (86,1 % en 2018), une proportion sensiblement équivalente à celle de 1990 (86 %). La répartition détaillée en 2018 est la suivante : 
forêts (85,3 %), prairies (13,9 %), milieux à végétation arbustive et/ou herbacée (0,8 %). L'évolution de l’occupation des sols de la commune et de ses infrastructures peut être observée sur les différentes représentations cartographiques du territoire : la carte de Cassini (XVIIIe siècle), la carte d'état-major (1820-1866) et les cartes ou photos aériennes de l'IGN pour la période actuelle (1950 à aujourd'hui).

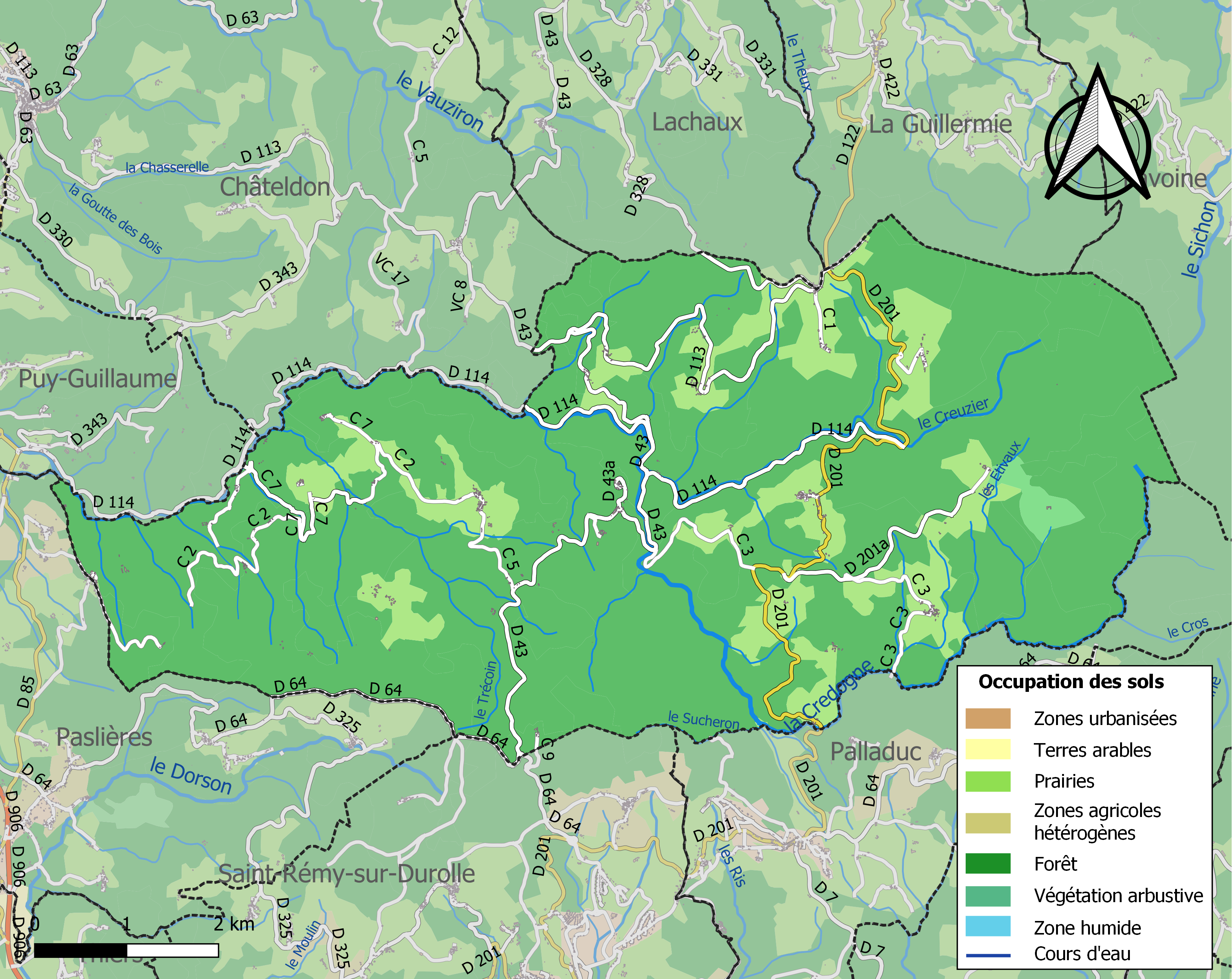
Carte des infrastructures et de l'occupation des sols de la commune en 2018 (CLC).

## Toponymie
Jusqu'à la Révolution existent deux paroisses distinctes : Saint-Victor-la Loubière et Montvianeix, la première appartenant au diocèse de Lyon et la seconde à celui de Clermont. En 1794, ces deux paroisses sont réunies en une seule commune sous le nom de Credogne, qui deviendra Saint-Victor-Montvianeix en 1796.
Au cours de la période révolutionnaire de la Convention nationale (1792-1795), la commune, alors nommée Saint-Victor, a porté le nom de Crédogne.
C'est en 1915 que le nom de Saint-Victor est individualisé en Saint-Victor-Montvianeix.
En auvergnat, ici influencé par le francoprovençal, le nom du village est Sent Victor de Montvianés.

## Politique et administration

### Découpage territorial
La commune de Saint-Victor-Montvianeix est membre de la communauté de communes Thiers Dore et Montagne, un établissement public de coopération intercommunale (EPCI) à fiscalité propre créé le 1er janvier 2017 dont le siège est à Thiers. Ce dernier est par ailleurs membre d'autres groupements intercommunaux. Jusqu'en 2016, elle faisait partie de la communauté de communes de la Montagne Thiernoise.
Sur le plan administratif, elle est rattachée à l'arrondissement de Thiers, à la circonscription administrative de l'État du Puy-de-Dôme et à la région Auvergne-Rhône-Alpes. Jusqu'en mars 2015, elle faisait partie du canton de Saint-Rémy-sur-Durolle.
Sur le plan électoral, elle dépend du canton de Thiers pour l'élection des conseillers départementaux, depuis le redécoupage cantonal de 2014 entré en vigueur en 2015, et de la cinquième circonscription du Puy-de-Dôme pour les élections législatives, depuis le dernier découpage électoral de 2010.

### Élections municipales et communautaires

#### Élections de 2020
Le conseil municipal de Saint-Victor-Montvianeix, commune de moins de 1 000 habitants, est élu au scrutin majoritaire plurinominal à deux tours avec candidatures isolées ou groupées et possibilité de panachage. Compte tenu de la population communale, le nombre de sièges à pourvoir lors des élections municipales de 2020 est de 11. Sur les dix-sept candidats en lice, onze ont été élus dès le premier tour, le 15 mars 2020, avec un taux de participation de 56,93 %.

#### Chronologie des maires
| Période                                  | Période                         | Identité          | Étiquette | Qualité                                                                                          |
| ---------------------------------------- | ------------------------------- | ----------------- | --------- | ------------------------------------------------------------------------------------------------ |
| Les données manquantes sont à compléter. |                                 |                   |           |                                                                                                  |
| avant 1988                               | ?                               | Yves-Marie Mérat  |           |                                                                                                  |
|                                          |                                 | Aimé Tournaire    | PS        |                                                                                                  |
| mars 2001                                | 4 avril 2014                    | Georges Chossière |           |                                                                                                  |
| 4 avril 2014 (réélu en 2020)             | En cours (au 15 septembre 2020) | Serge Fayet       | SE        | Clerc de notaire Vice-président de la communauté de communes de la Montagne Thiernoise (en 2015) |

## Population et société

### Démographie
L'évolution du nombre d'habitants est connue à travers les recensements de la population effectués dans la commune depuis 1793. Pour les communes de moins de 10 000 habitants, une enquête de recensement portant sur toute la population est réalisée tous les cinq ans, les populations de référence des années intermédiaires étant quant à elles estimées par interpolation ou extrapolation. Pour la commune, le premier recensement exhaustif entrant dans le cadre du nouveau dispositif a été réalisé en 2006.

En 2022, la commune comptait 264 habitants, en évolution de +6,45 % par rapport à 2016 (Puy-de-Dôme : +2,1 %, France hors Mayotte : +2,11 %).
| 1793  | 1800  | 1806  | 1821  | 1831  | 1836  | 1841  | 1846  | 1851  |
| ----- | ----- | ----- | ----- | ----- | ----- | ----- | ----- | ----- |
| 1 428 | 1 353 | 1 355 | 1 447 | 1 463 | 1 590 | 1 536 | 1 550 | 1 520 |

| 1856  | 1861  | 1866  | 1872  | 1876  | 1881  | 1886  | 1891  | 1896  |
| ----- | ----- | ----- | ----- | ----- | ----- | ----- | ----- | ----- |
| 1 479 | 1 442 | 1 482 | 1 505 | 1 540 | 1 509 | 1 568 | 1 549 | 1 516 |

| 1901  | 1906  | 1911  | 1921  | 1926  | 1931 | 1936 | 1946 | 1954 |
| ----- | ----- | ----- | ----- | ----- | ---- | ---- | ---- | ---- |
| 1 508 | 1 502 | 1 311 | 1 112 | 1 000 | 904  | 902  | 753  | 597  |

| 1962 | 1968 | 1975 | 1982 | 1990 | 1999 | 2006 | 2011 | 2016 |
| ---- | ---- | ---- | ---- | ---- | ---- | ---- | ---- | ---- |
| 457  | 431  | 337  | 322  | 274  | 273  | 280  | 251  | 248  |

| 2021 | 2022 | - | - | - | - | - | - | - |
| ---- | ---- | - | - | - | - | - | - | - |
| 259  | 264  | - | - | - | - | - | - | - |

## Culture locale et patrimoine

### Lieux et monuments
- L'église de Saint Victor a été rebâtie en 1461 dans un style gothique assez fruste. De taille modeste, elle offre la particularité d'avoir un chœur décentré par rapport à la nef unique. Son chœur, vouté en "cul de four", est le seul vestige de l'église romane primitive. Une chapelle dédiée à la Sainte Vierge s'ouvre au Sud de l'édifice et accueille l'ancien maître-autel de l'église détruite de Montvianeix. Un beffroi très massif est garni de deux cloches datant du XIXe siècle.
- La chapelle de Montvianeix (seul reste de l'ancienne église paroissiale) abritait une remarquable Vierge Noire du XIIe siècle. Vendue à un collectionneur[27] peu avant la Seconde Guerre mondiale, la statue a abouti aux « Cloisters » de New York[28].
- Face à l'église de Saint-Victor se dresse une croix de carrefour datée de 1613. Elle provient de Montvianeix et a été remontée à cet emplacement après la Révolution. De facture naïve, le Christ et la Vierge occupent chacune des faces.
- Avec ses tombes plus ou moins bien accrochées à une forte pente, le cimetière enserrant l'église vaut également le détour. On remarque en son centre une grande croix en pierre de Volvic datant du début du XIXe siècle.

### Patrimoine naturel
- La commune de Saint-Victor-Montvianeix est adhérente du parc naturel régional Livradois-Forez.
- La vallée de la Credogne qu’emprunte la D114 et la cascade du creux Saillant.